# Latchmere
Latchmere est le deuxième single des Maccabees.

## Liste des titres
1. Latchmere
2. Bicycles
3. Happy Slap